# Weymouth and Portland
Weymouth and Portland este un district ne-metropolitan din Regatul Unit, situat în comitatul Dorset din regiunea South West, Anglia. Districtul este format din orașul și stațiunea turistică Weymouth, prcum și din Insula Portland.

## Istoric
1. ↑   https://ons.maps.arcgis.com/home/item.html?id=a79de233ad254a6d9f76298e666abb2b Lipsește sau este vid: |title= (ajutor)